# Anass Zaroury
Anass Zaroury (ur. 7 listopada 2000 w Mechelen) – marokański piłkarz belgijskiego pochodzenia występujący na pozycji napastnika w angielskim klubie Burnley oraz w reprezentacji Maroka. Wychowanek Zulte Waregem, w trakcie swojej kariery grał także w takich zespołach, jak Lommel SK oraz Royal Charleroi. Młodzieżowy reprezentant Belgii.